# Cathédrale Sainte-Marie-et-Saint-Corbinien de Freising
La cathédrale Sainte-Marie-et-Saint-Corbinien (en allemand : Dom St. Maria und St. Korbinian), localement appelée « cathédrale de Marie » (Mariendom), est une basilique romane située dans la ville de Freising, dans le land de Bavière, en Allemagne.
Après qu'un incendie eut détruit l'ancienne cathédrale, l'église a été reconstruite à partir de 1159 jusqu'à sa consécration en 1250. La cathédrale Sainte-Marie a été la première construction en brique construite au nord des Alpes depuis l'Antiquité.
Elle était l'église cathédrale et le siège épiscopal de l'ancien évêché de Freising, avant que celui-ci ne soit supprimé au début du XIXe siècle puis refondé sous le nom d'archevêché de Munich et Freising. Si le Siège a été transféré à la cathédrale de Munich, elle reste tout de même co-cathédrale.
La tombe de saint Corbinien, le saint-patron de l'évêché, est située dans la crypte à quatre nefs de la cathédrale. Au centre de la crypte se trouve une sculpture remarquable : la « colonne des bêtes » (Bestiensäule), taillée d'une pierre au haut Moyen Âge.
La décoration intérieure de style rococo a été créée en 1724 par Cosmas Damian Asam et Egid Quirin Asam.
Le 29 juin 1951, le cardinal Michael Von Faulhaber ordonnait dans cette cathédrale 44 nouveaux prêtres, dont Joseph Ratzinger, futur pape Benoît XVI, alors âgé de 24 ans.

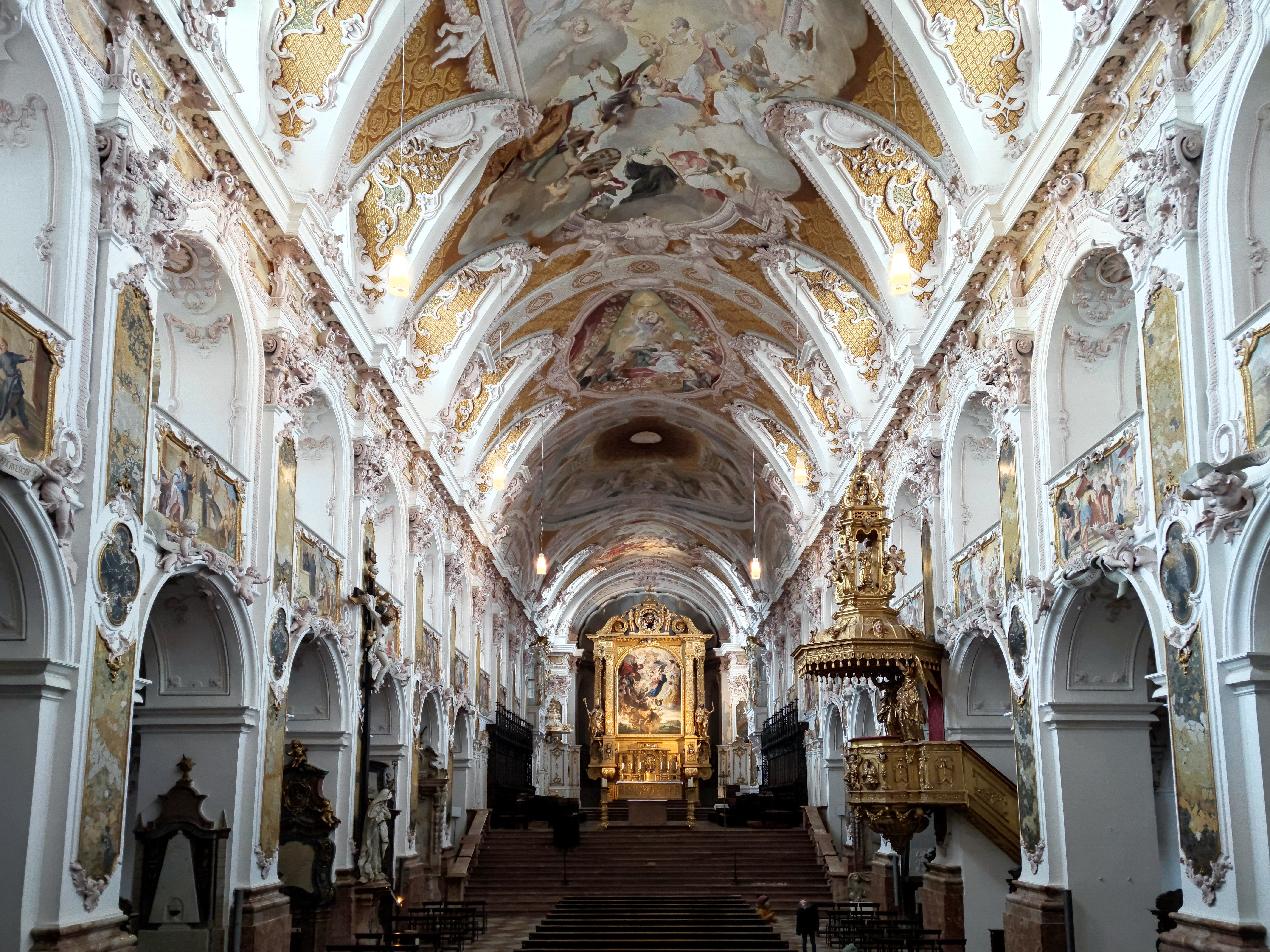
Nef et chœur.
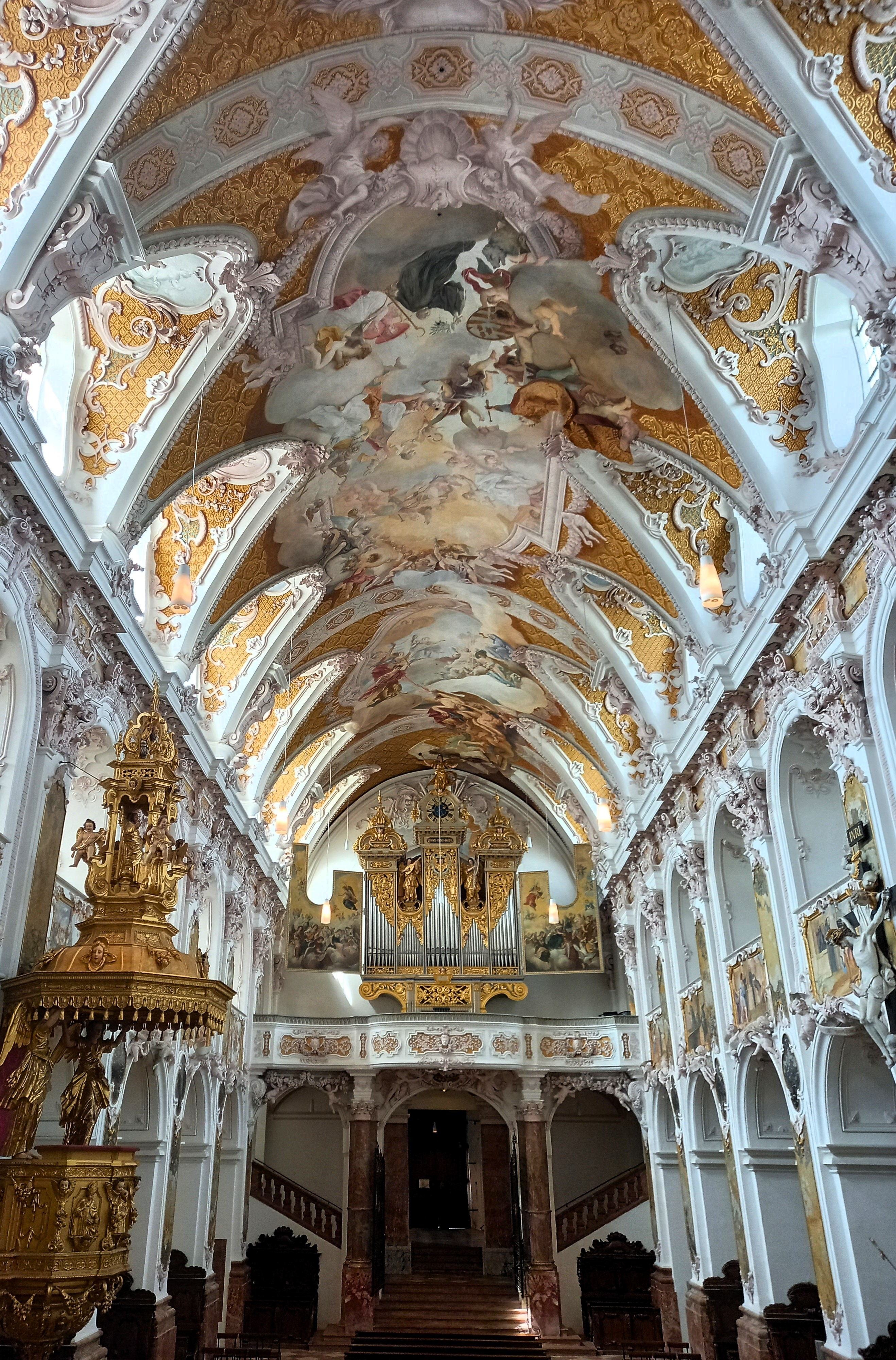
Plafond et orgue de tribune.
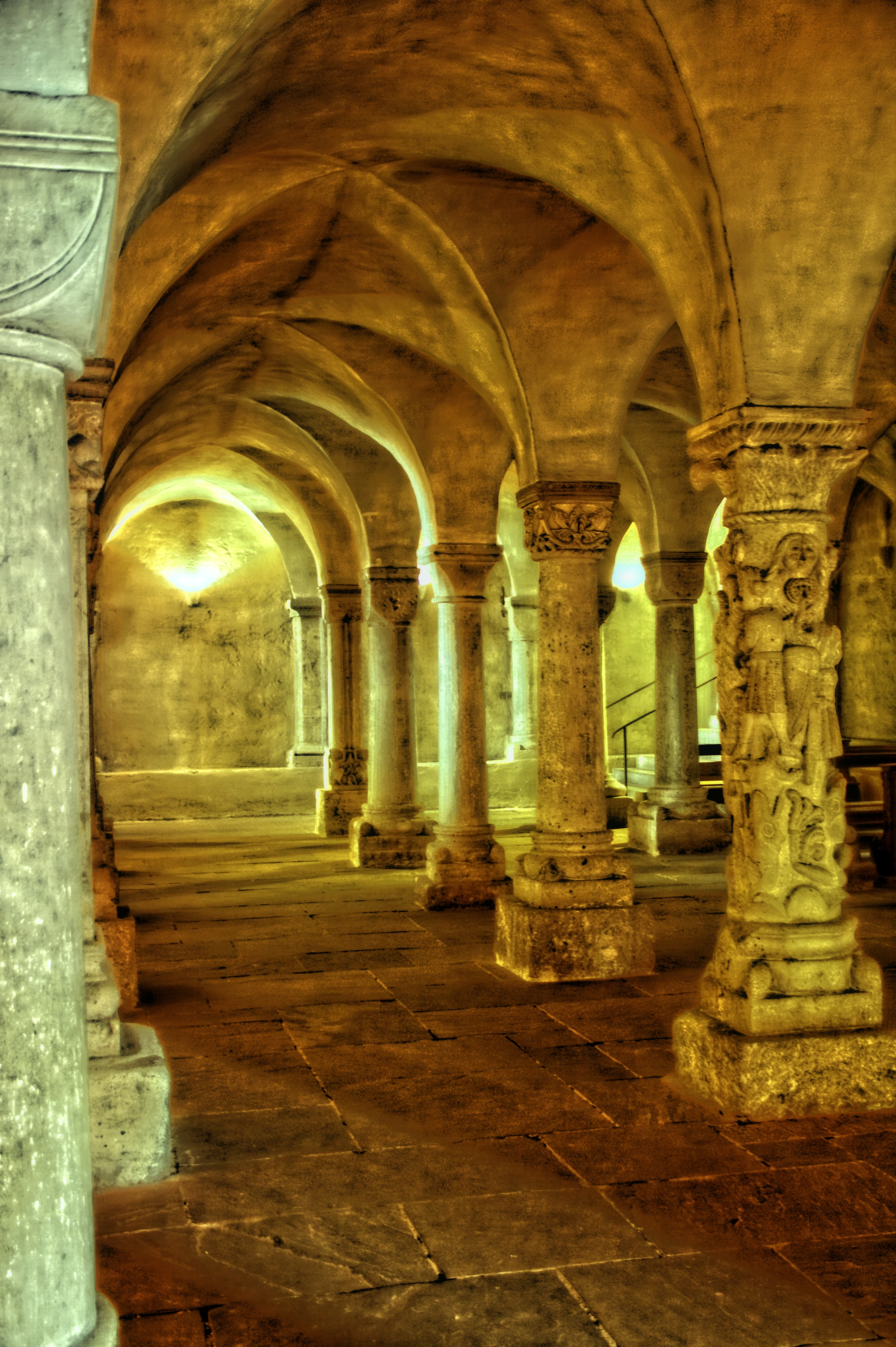
Crypte avec la colonne des bêtes.